# Конехос (округ, Колорадо)
Шаблон:StateAbbr_ 37°13′ пн. ш. 106°11′ зх. д. / 37.21° пн. ш. 106.19° зх. д.
Округ Конехос (англ. Conejos County) — округ (графство) у штаті Колорадо, США. Ідентифікатор округу 08021.

## Історія
Округ утворений 1861 року.

## Демографія
За даними перепису 
2000 року 
загальне населення округу становило 8400 осіб, усе сільське.
Серед мешканців округу чоловіків було 4169, а жінок — 4231. В окрузі було 2980 домогосподарств, 2211 родин, які мешкали в 3886 будинках.
Середній розмір родини становив 3,33.
Віковий розподіл населення поданий у таблиці:
| Стать    | До 15 років | 15-21 | 22-29 | 30-39 | 40-49 | 50-65 | 65-85 | Понад 85 |
| -------- | ----------- | ----- | ----- | ----- | ----- | ----- | ----- | -------- |
| Чоловіки | 1097        | 499   | 331   | 480   | 591   | 589   | 528   | 54       |
| Жінки    | 1090        | 479   | 329   | 507   | 569   | 581   | 583   | 93       |

## Суміжні округи
- Ріо-Гранде — північ
- Аламоса — північний схід
- Костілья — схід
- Таос, Нью-Мексико — південний схід
- Ріо-Арріба, Нью-Мексико — південь
- Арчулета — захід

## Виноски
1. ↑  U.S. Decennial Census. United States Census Bureau. Архів оригіналу за 26 квітня 2015. Процитовано 7 червня 2014.
2. ↑  Historical Census Browser. University of Virginia Library. Архів оригіналу за 11 серпня 2012. Процитовано 7 червня 2014.
3. ↑  Population of Counties by Decennial Census: 1900 to 1990. United States Census Bureau. Архів оригіналу за 31 липня 2014. Процитовано 7 червня 2014.
4. ↑  Census 2000 PHC-T-4. Ranking Tables for Counties: 1990 and 2000 (PDF). United States Census Bureau. Архів оригіналу (PDF) за 18 грудня 2014. Процитовано 7 червня 2014.
5. ↑  State & County QuickFacts. United States Census Bureau. Архів оригіналу за 9 липня 2011. Процитовано 25 січня 2014.(англ.) Наведено за англійською вікіпедією.
6. ↑  Conejos County, Colorado. United States Census Bureau. Архів оригіналу за 9 серпня 2019. Процитовано 9 серпня 2019.
7. ↑  American FactFinder. Бюро перепису населення США. Архів оригіналу за 29 липня 2011. Процитовано 31 січня 2008.

| США | Це незавершена стаття з географії США. Ви можете допомогти проєкту, виправивши або дописавши її. |